# Trùm truyền thông

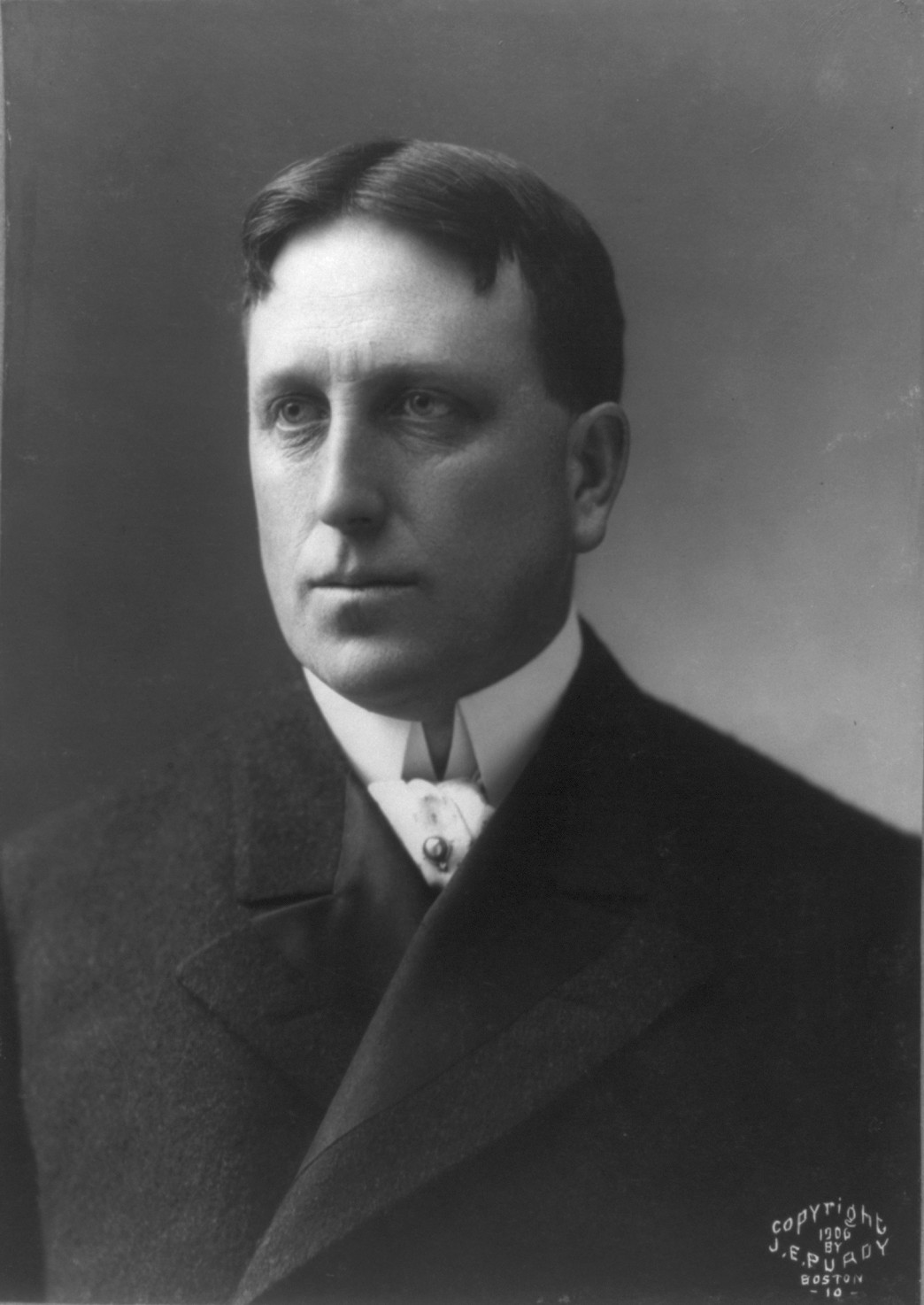
Trùm truyền thông

Trùm truyền thông (tiếng Anh: media proprietor, media mogul hoặc media tycoon) ý chỉ một chủ doanh nghiệp hay nhà kinh doanh thành công và đầy quyền lực, thông qua quyền sở hữu cá nhân hoặc qua vị trí thống trị ở bất kỳ phương tiện truyền thông nào liên quan đến công ty hoặc doanh nghiệp cũng như trong lĩnh vực truyền thông do nhiều cá nhân tiêu thụ.